# Brandon Belt
Brandon Kyle Belt (né le 20 avril 1988 à Nacogdoches, Texas, États-Unis) est un joueur de premier but des Giants de San Francisco de la Ligue majeure de baseball.
Il fait partie des équipes des Giants championnes des Séries mondiales de 2012 et 2014.

## Biographie

### Carrière scolaire et universitaire
Après des études secondaires à l'Hudson High School de Lufkin (Texas), Brandon Belt est repêché en juin 2006 par les Red Sox de Boston au onzième tour de sélection. Il repousse l'offre et entame des études supérieures au San Jacinto College de Houston. De nouveau drafté en juin 2007 par les Braves d'Atlanta au onzième tour de sélection, il ne signe toujours pas, et poursuit ses études. Il rejoint l'université du Texas à Austin où il porte les couleurs des Texas Longhorns de 2008 à 2009.  

### Ligues mineures
Belt rejoint les rangs professionnels à l'issue du repêchage amateur de juin 2009 au cours de laquelle il est sélectionné par les Giants de San Francisco au cinquième tour. Il perçoit une prime de 200 000 dollars à la signature de son premier contrat professionnel.
Il passe la saison 2010 en Ligues mineures avec les San Jose Giants (A+), les Richmond Flying Squirrels (AA) puis les Grizzlies de Fresno (AAA). Il affiche une moyenne au bâton de 0,352 en 136 parties disputées en mineures en 2010.

### Ligue majeure

#### Saison 2011
Inclus dans l'effectif actif des Giants le 30 mars 2011, Brandon Belt fait ses débuts dans les majeures le 31 mars 2011 pour les Giants de San Francisco. Il réussit son premier coup sûr à sa première présence au bâton, face au lanceur Clayton Kershaw des Dodgers de Los Angeles.
Le 1er avril 2011, Belt frappe son premier coup de circuit, une claque de trois points aux dépens de Chad Billingsley, aussi des Dodgers.
Après d'excellents débuts, sa moyenne au bâton chute rapidement, pour atteindre ,192 à peine après 17 parties. Le 20 avril, il est retourné à Fresno dans les ligues mineures lorsque Cody Ross est réintégré dans l'alignement des Giants après une blessure. Il fait l'aller-retour toute la saison entre Fresno et San Francisco. Sa moyenne au bâton pour la saison est de ,225 en 63 parties des Giants avec 9 circuits et 18 points produits, mais il fait bien en fin d'année avec une moyenne au bâton de ,300 en septembre.

#### Saison 2012
Joueur de premier but à temps plein des Giants en 2012, Belt participe à la conquête de la Série mondiale 2012 avec San Francisco. En saison régulière, il frappe 7 circuits, produit 56 points, vole 12 buts et maintient une moyenne au bâton de ,275. Il connaît des séries éliminatoires difficiles avec seulement 9 coups sûrs en 49 présences au bâton pour une moyenne de ,184 en 15 matchs, mais réussit un circuit dans le dernier match de la Série de championnat de la Ligue nationale remportée sur Saint-Louis.

#### Saison 2013
En 2013, Belt réalise de nouveaux records personnels de coups sûrs (147), de circuits (17), de points produits (67), de points marqués (76) et mène les Giants avec 39 doubles. Sa moyenne au bâton s'élève à ,289 en 150 et sa moyenne de présence sur les buts (,360) est identique à celle de la saison précédente.

#### Saison 2014
En 2014, Belt ne joue que 61 matchs : il a le pouce gauche brisé après avoir été atteint d'un lancer de Paul Maholm des Dodgers de Los Angeles puis est plus tard mis à l'écart par une commotion cérébrale après avoir reçu une balle de baseball au visage lors d'un entraînement. Il termine la saison régulière avec 12 circuits, 27 points produits et une moyenne au bâton de ,243 et est de retour à temps pour les éliminatoires. Le 4 octobre 2014, dans le second match de la Série de divisions contre les Nationals de Washington, Belt frappe contre Tanner Roark un circuit en 18e manche pour faire gagner les Giants 2-1 dans le plus long match de l'histoire des séries éliminatoires.